# المعهد الكوري لأبحاث الفضاء
المعهد الكوري لأبحاث الفضاء (الكورية:한국항공우주연구원) هي منظمة بحوث الطيران ووكالة الفضاء في كوريا الجنوبية. معامل الأبحاث الرئيسية تقع في دايجون، في مدينة دياجون العلمية. المشاريع العلمية تتضمن عربة إطلاق صواريخ الفضاء الكورية. المشاريع السابقة تضمنت إطلاق 1999 القمر الصناعي أريرانغ. أوجدت الوكالة عام 1981، عندما بدأت كوريا الجنوبية بالتركيز على علوم الفضاء.

## خلفية
حصلت كوريا الجنوبية على خبراتها الصاروخية عندما زودتها الولايات المتحدة بالصواريخ لتجابه بها كوريا الشمالية.
بدأت المنظمة في 1990 تطوير أنظمتها الصاروخية. وأنتجت KSR-1 وKSR-2، صورايخ ذو مرحلة أولى ثانية.
ثم بدأت المنظمة عام 1997 بتطوير محركات الصاروخ (أكسجين سائل/الكيروسين). وهي تطمح بتطوير أنظمة إطلاق الأقمار الصناعية. أخذ KSR-3 مكانه عندما أطلق عام 2002.
ميزانية المنظمة لعام 2003 كانت ما يعادل (150 مليون دولار أمريكي).

## قدرات الإطلاق الحالية والتطويرات
قررت كوريا الجنوبية تسريع عملية التطوير بالتعامل مع روسيا، بدأت هذه العملية عام 2004. قامت كوريا حالياً بتطوير أنظمة عربة إطلاق الصورايخ الفضائية الخاصة بها. وطريقة الإطلاق بطريقة صاروخ أنجارا.

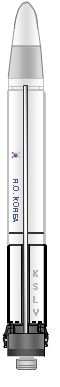
صاروخ الإطلاق للعام 2008.